# 내전

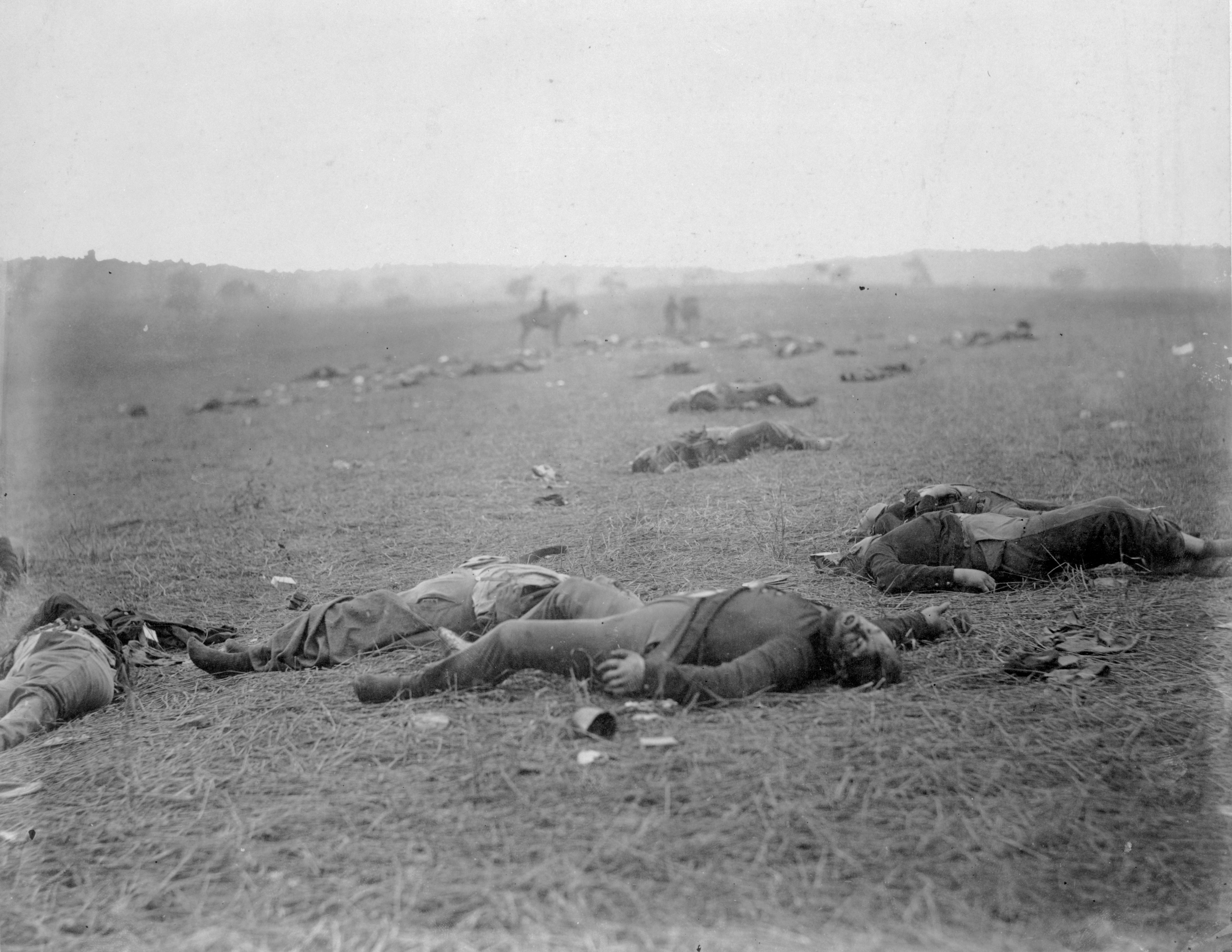

내전(內戰, 영어: civil war)은 정치 권력을 획득하기 위해 같은 나라 안에서 한 집단이 다른 집단에 대해 무력 투쟁을 일으키는 행위를 말한다. 내란(內亂)이라고도 한다.
보통 혁명 과정에서 지배 계급에 대한 피지배 계급의 무장 행동을 가리키는 경우와 혁명 권력이 수립된 후에 구지배 계급과 이와 결합한 국외로부터의 반혁명적인 군사 행동에 대한 무력 행사의 두 가지 경우가 있다.
캄보디아 내전이나 르완다 내전과 같은 정부군과 반군과의 전투뿐만 아니라, 미국 남북 전쟁, 중국 국공 내전 그리고 베트남 전쟁도 넓은 범위에서는 내전으로 간주되기도 한다. 대부분 목적이 집단 내에서의 정치적 우위를 차지하기 위함이지만, 집단의 분리나, 독립, 상대 집단의 제거를 목적으로 내전을 하는 경우도 있다.

## 같이 보기
- 반란
- 쿠데타
- 폭동
- 혁명
- 전쟁